# Lesnoi (Kurgan)
|  | Per a altres significats, vegeu «Lesnoi». |

Lesnoi (en rus: Лесной) és un poble (un possiólok) de l'óblast de Kurgan, a Rússia, que en el cens del 2010 tenia 51 habitants. Pertany al districte de Ketovo.